# Nowawieś Chełmińska (gromada)
Nowawieś Chełmińska – dawna gromada, czyli najmniejsza jednostka podziału terytorialnego Polskiej Rzeczypospolitej Ludowej w latach 1954–1972.
Gromady, z gromadzkimi radami narodowymi (GRN) jako organami władzy najniższego stopnia na wsi, funkcjonowały od reformy reorganizującej administrację wiejską przeprowadzonej jesienią 1954 do momentu ich zniesienia z dniem 1 stycznia 1973, tym samym wypierając organizację gminną w latach 1954–1972.
Gromadę Nowawieś Chełmińska z siedzibą GRN w Nowejwsi Chełmińskiej utworzono – jako jedną z 8759 gromad na obszarze Polski – w powiecie chełmińskim w woj. bydgoskim, na mocy uchwały nr 24/4 WRN w Bydgoszczy z dnia 5 października 1954. W skład jednostki weszły obszary dotychczasowych gromad Nowawieś Chełmińska, Małe Łunawy i Wielkie Łunawy ze zniesionej gminy Podwiesk oraz obszary dotychczasowych gromad Klamry i Dołki ze zniesionej gminy Chełmno w tymże powiecie. Dla gromady ustalono 23 członków gromadzkiej rady narodowej.
Gromadę zniesiono 31 grudnia 1959, a jej obszar włączono do gromad Podwiesk (wsie Nowawieś Chełmińska, Małe Łunawy i Wielkie Łunawy) i Górne Wymiary (wieś Klamry-Dołki) w tymże powiecie.